# Cochise
Cochise (1805 – 8. juni 1874) var amerikansk indianerhøvding for Chiricahua-apacherne, en nomadisk stamme i den sydvestlige USA og det nordlige Mexico. 
Cochise havde arbejdet som træflækker på Apache Pass diligencestationen på Butterfield Overland Stage Line (Butterfield diligencelinien) indtil 1861 (1862?), men da en dag nogle kvægtyve kom med en hvid ranchers kvæg, som også havde bortført en hvid dreng, blev Cochise og 5 andre apacher mistænkt for tyveriet og bortførelsen af drengen.
En uerfaren officer Lt. George Bascom beordrede dem at komme til afhøring. De nægtede sig skyldige og nægtede ethvert kendskab til hændelsen. Bascom beordrede sine mænd at gribe og arrestere apacherne. I det efterfølgende slagsmål dræbte soldaterne 1 apache og overmandede 14 andre. Cochise som var ramt af 3 kugler var blandt de tilfangetagne, men flygtede ved at skære hul i teltet, hvor han var indespærret. Senere bortførte han flere hvide for at udveksle dem med tilfangetagne apacher, men Bascom svarede igen ved at hænge 6 apacher, inklusive Cochises familie. Cochise blev rasende over drabet på flere uskyldige familiemedlemmer i hans stamme begået af US tropperne, og den fredelige høvding blev fjendsk og fulgte sin svigerfar Mangas Coloradas i kampen mod de hvide. 
I de følgende år var apacherne så frygtede at tropper, handlende og nybyggerne gik langt udenom området som praktisk talt var overladt til apacherne på grund af borgerkrigen. I 1862 marcherede en arme af 3.000 frivillige fra Californien, ført af general James Carleton til Apache Pass for at forberede det mulige angreb fra konføderationsstyrkerne og for at udslette apacherne.
Tilfangetagelsen og drabet på Mangas Coloradas i 1863 efterlod Cochise som Apache-krigshøvding. Sammen med 200 krigere undgik han tilfangetagelse og han førte i mere end 10 år en serie af udmærket planlagte, men brutale angreb mod de hvide indbyggere i Arizonaterritoriet. Apacherne skjulte sig i Dragoon Mountains (nord for nutidens Tombstone) som var en slags naturlig fæstning, hvorfra de foretog deres angreb på de hvide. 
Efter den amerikanske borgerkrig, startede det amerikanske militær i 1871, anført af general George Crook, jagten på apachekrigerne. Cochise overgav sig i september 1871, men da han blev beordret at flytte stammen til Tularosareservatet i New Mexico-territoriet, nægtede han og flygtede i foråret 1872 med flere hundrede krigere og genoptog kampen mod de hvide besættere. Han overgav sig igen i 1872 på fredsmødet med kommissioner Oliver Howard på Freedmen’s Bureau, og Cochise vedtog at forblive med sit folk i det nydannede Chiricahuareservat, i det sydlige Arizona. Han levede fredeligt der resten af sit liv. I dag bærer det meste af det sydøstlige Arizona hans navn.
Cochise byen
Cochise er en by i Cochise County, i delstaten Arizona, USA.
Byen Cochise havde ikke noget med minedrift at gøre og den blev grundlagt i starten af 1880 tallet som vand og brændestoppested til damplokomotiver for Southern Pacific jernbanen. I 1882 jernbanetelegrafisten John Rath byggede Cochise Hotel for at betjene jernbanearbejderne og placerede Wells Fargo kontoret i det forreste værelse.
Kvægdrift i Sulphur Springs dalen og minedrifts aktiviteter begyndte i de tæt liggende byer Pearce og Johnson. Cochise blev til en by med et indbyggertal på 3000 og med postkontor.
En dag blev Cochise hele områdets hovedemne, da den 9. september 1889, Billy Stiles og Matt Burts, begge fra Stiles-Alvord banden (Stiles og Alvord var begge lovmænd som blev kriminelle), plyndrede et tog. Et tip fra en stikker førte til deres tilfangetagelse, men 5 måneder senere var banden igen på "arbejde" i byen Fairbank.
I Maj 1903 kom det igen til aktivitet i Cochise da Arizona & Colorado jernbanen byggede sidelinie fra Cochise til Pearce, med forlængelse til byen Gleeson.
Byen Cochise har i dag 30 beboelser, skole, kirke, og to af de mest velholdte bygninger fra den tidligere Arizonatid: Cochise Country Store og Cochise Hotel. 